# Have You Ever Seen the Rain?
Singles de Creedence Clearwater Revival
Lookin' Out My Back Door
(1970) Sweet Hitch-Hiker
(1971)
Pistes de Pendulum
Chameleon (Wish I Could) Hideaway
Have You Ever Seen the Rain? est une chanson du groupe de rock américain Creedence Clearwater Revival, écrite et composée par John Fogerty et parue en 1970 sur l'album Pendulum. Elle sort en single en janvier 1971 et connaît un succès international, se classant notamment numéro 1 au Canada.

## Analyse des paroles
Dans la chanson, John Fogerty fait référence à la tension qui régnait au sein des CCR, et au départ de son frère du groupe. La « pluie qui tombe sur un jour ensoleillé » est ainsi une allusion au fait que Tom Fogerty quitte le groupe au moment où celui-ci est à son apogée. Tom Fogerty quitte le groupe début 1971, peu après la sortie de l'album Pendulum.

## Reprises et autres versions
Have You Ever Seen the Rain? a été reprise notamment par Boney M. (1977), Bonnie Tyler (1983), Johnny Cash (1985), The Ramones (1993), Spin Doctors (1994), The Jeevas (en), Bruce Springsteen, Joan Jett, Hi-Standard, Stanley Turrentine, Rod Stewart (2006) et Smokie.
John Fogerty a sorti une version live de la chanson sur DVD The Long Road Home, enregistré en septembre 2005, puis une nouvelle version en duo avec Alan Jackson sur son album Wrote a Song for Everyone en 2013.

## Classements hebdomadaires et certifications

### Version de Creedence Clearwater Revival
| Classement (1971)                       | Meilleure place |
| --------------------------------------- | --------------- |
| Australie (ARIA)                        | 6               |
| Autriche (Ö3 Austria Top 40)            | 3               |
| Belgique (Flandre Ultratop 50 Singles)  | 6               |
| Belgique (Wallonie Ultratop 50 Singles) | 3               |
| Canada (RPM 100 Singles)                | 1               |
| États-Unis (Billboard Hot 100)          | 8               |
| France (IFOP)                           | 10              |
| Norvège (VG-lista)                      | 2               |
| Pays-Bas (Single Top 100)               | 3               |
| Royaume-Uni (UK Singles Chart)          | 36              |

| Pays                       | Certification | Date       | Unités certifiées |
| -------------------------- | ------------- | ---------- | ----------------- |
| Allemagne (BVMI)           | Or            | 2023       | 250 000           |
| Australie (ARIA)           | 8 × Platine   | 2024       | 560 000           |
| Brésil (Pro-Música Brasil) | Or            | 2024       | 30 000            |
| Danemark (IFPI Danmark)    | Platine       | 30/05/2023 | 90 000            |
| Espagne (Promusicae)       | 3 × Platine   | 2024       | 180 000           |
| États-Unis (RIAA)          | 8 × Platine   | 23/06/2025 | 8 000 000         |
| Italie (FIMI)              | Platine       | 2019       | 50 000            |
| Nouvelle-Zélande (RMNZ)    | 8 × Platine   | 14/11/2024 | 240 000           |
| Portugal (AFP)             | 2 × Platine   | 2024       | 20 000            |
| Royaume-Uni (BPI)          | Platine       | 24/03/2023 | 600 000           |

### Version de Bonnie Tyler
| Classement (1983)              | Meilleure place |
| ------------------------------ | --------------- |
| Australie (ARIA)               | 69              |
| Allemagne (GfK Entertainment)  | 63              |
| Irlande (IRMA)                 | 13              |
| Royaume-Uni (UK Singles Chart) | 47              |

### Version des Spin Doctors
| Classement (1994)             | Meilleure place |
| ----------------------------- | --------------- |
| Allemagne (GfK Entertainment) | 73              |

## Apparitions
La chanson apparaît dans le vingtième et dernier épisode de la saison 10 de la série de science-fiction Stargate SG-1 intitulé Le Temps d'une vie : on peut l'entendre durant le passage où l'équipe commence à vivre sur un vaisseau (l'Odyssée) et où chacun des membres se rend compte qu'il va y passer sa vie.
Le morceau est aussi joué en arrière-plan dans le film Philadelphia, lors de la scène du bar où le personnage de Denzel Washington répond aux railleries homophobes de certains de ses collègues.
Elle est également présente lors des flashbacks sur le mystère qui entoure l'enfance de Dexter Morgan dans la série Dexter, en particulier dans l'épisode 9 de la saison 1.
Elle sert de générique d'ouverture du film Evan tout-puissant.
Elle clôt le premier épisode de la première saison de la série Cold Case : Affaires classées et la saison 1 de Nurse Jackie.
Elle apparaît aussi dans le film Mi-temps au mitard, dans l'épisode 12 saison 2 de Sur écoute (The Wire) ainsi qu'à la fin de l'épisode 5 dans la saison 16 de NCIS enquêtes spéciales (Reprise de Jonathan Clark).NCIS enquêtes spéciales